# Centro Tecnológico de Minas Gerais
A Fundação Centro Tecnológico de Minas Gerais (CETEC) é uma fundação pública vinculada à Secretaria de Estado de Ciência, Tecnologia e Ensino Superior de Minas Gerais, criada em março de 1972. Tem como objetivo promover o crescimento econômico e social do Estado por via do desenvolvimento tecnológico.

## Energia solar
O CETEC é referencia no desenvolvimento de células para captação de luz do sol. Cerca de 50 pessoas de 10 nacionalidades diferentes trabalham no laboratório, em Belo Horizonte.

## Laboratório de Análises de Traços Metálicos
Implementado em 2010, o Laboratório de Análises de Traços Metálicos do CETEC é o primeiro do país a realizar análises da água e de soluções usadas em equipamentos de hemodiálise. Conhecido como "Sala Limpa", o laboratório faz análise de amostras de todo Brasil.